# Edickson Contreras
Edickson Contreras Bracho (Cabimas, 11 ottobre 1990) è un tuffatore venezuelano.

## Biografia
Si allena con Alfredo Borges e Wing Yu Hu presso il centro natatorio di Barquisimeto, dove studia anche scienze della comunicazione. 
Ha preso parte alle sue prime competizioni internazionali ai Campionati mondiali giovanili di nuoto 2006 di Kuala Lumpur, dove è stato eliminato nel turno preliminare nel trampolino 1 metro e 3 metri. 
Ha partecipato ai campionati mondiali di nuoto di Roma 2009, gareggiando nella piattaforma 10 metri nel sincro 10 metri al fianco del connazionale Enrique Rojas, ed in entrambi casi non ha superato il preliminare. 
Ha vinto la medaglia d'argento nel concorso nel sincro 10 metri ai Giochi centramericani e caraibici di Mayagüez 2010.
Ai Giochi panamericani di Guadalajara 2011 ha raggiunto la finale e concluso al settimo nel trampolino 3 metri. Nel sincro 10 metri è giunto settimo sempre con Enrique Rojas.
Durante la Coppa del Mondo di tuffi 2012 ha guadagnato un posto per i Giochi olimpici estivi. Ha quindi rappresentato il Venezuela a Londra 2012, dove ha concluso al ventottesimo posto in classifica nel trampolino 3 metri.
Ai Giochi panamericani di Toronto 2015 si è classificato sesto nel sincro 3 metri con Robert Páez.

## Palmarès
- Giochi centramericani e caraibici

Mayagüez 2010: argento nel sincro 10 metri